# Campionatul de fotbal din Fâșia Gaza
Campionatul de fotbal din Fâșia Gaza este una din competițiile din sistemul competițional fotbalistic din Autoritatea Națională Palestiniană. Celălalt este Campionatul de fotbal din Cisiordania.

## Echipe

### Grupa 1
- Al-Mashal
- Bait Hanoun
- Gaza Sports Club
- Jamiat Al-Salah
- Khidmat Al-Maghazi
- Khidmat Al-Shatia
- Khidmat Khan Younes
- Shabab Rafah

### Grupa 2
- Ahli Neseerat
- Al-Ahli
- Al-Sadaqah
- Al-Zaitoun
- Al-Zawaydah
- Ittihad Al-Shajaiya
- Ittihad Khan Younes
- Palestine